# Искусственная колбасная оболочка

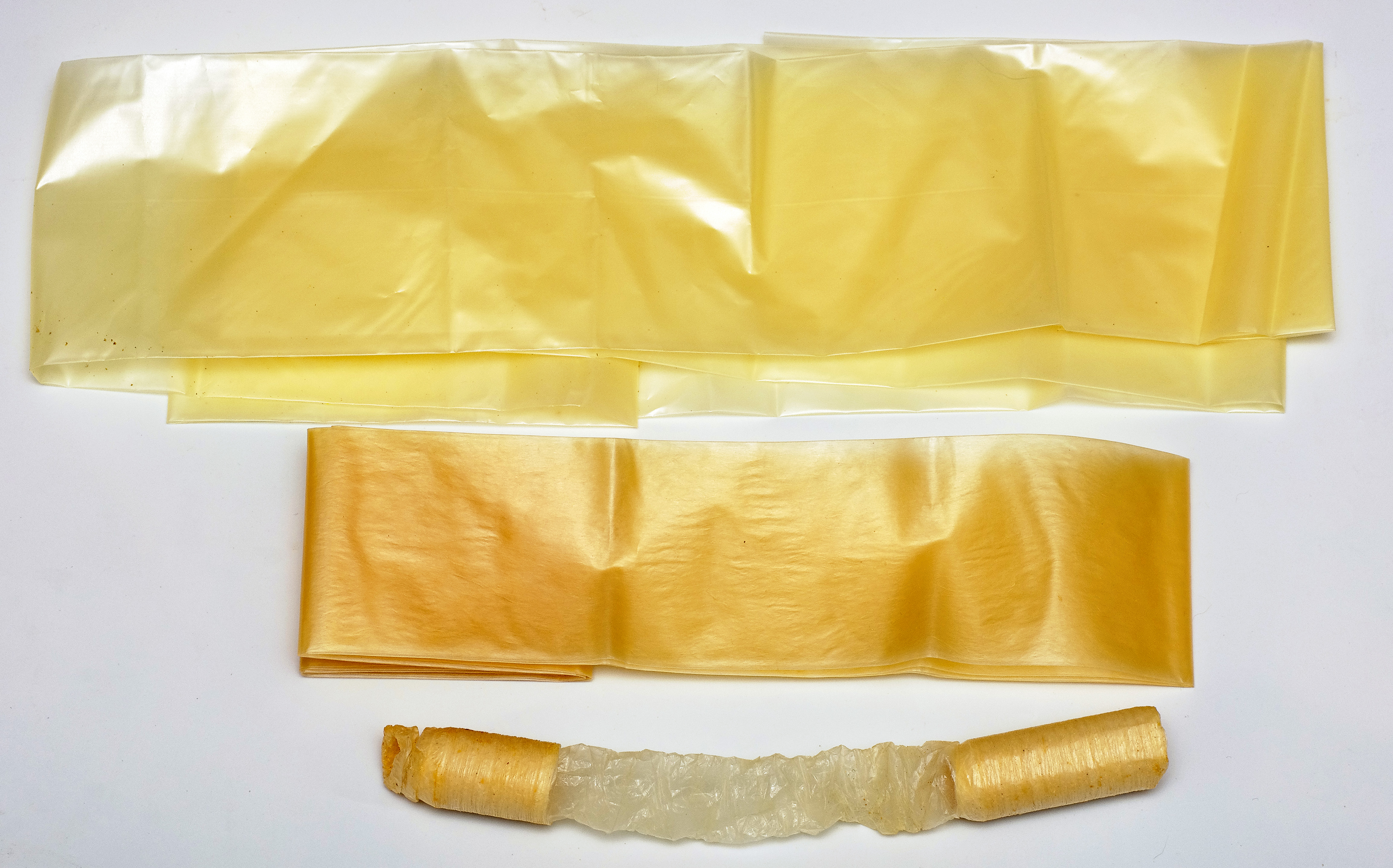
Искусственная оболочка: полимерная и коллагеновая для колбас, полимерная для сосисок

Искусственная колбасная оболочка — компонент колбасных изделий, рукав определенной длины из модифицированного натурального или искусственного материала или их комбинации, предназначенный для набивки колбасным фаршем. Может быть пригоден или не пригоден для употребления в пищу. Закрепляется на колбасе шпагатом, клипсой или прошивкой.

## История
В конце XIX века в результате развития пищевого машиностроения и широкого применения механизации процессов приготовления мясного фарша произошло смещение от потребления мяса в сторону потребления колбасных изделий, в связи с чем перестало хватать натуральных кишок. Именно на это время приходится особая активность в развитии искусственных оболочек.

## Свойства
В зависимости от вида используемых сырьевых материалов и их комбинаций возможно достижение различных свойств оболочек. При выборе оболочки учитываются как технологические особенности производства, так и ожидаемые свойства конечного продукта. Среди вариативных свойств различных оболочек выделяют: физиологическую безопасность, стабильность калибра, механическую прочность, паропроницаемость, прозрачность, термостойкость, устойчивость к маслам и жирам, термоусадочные свойства, счищаемость.

## Виды искусственных колбасных оболочек
Основные виды современных колбасных оболочек производятся из гидратированной целлюлозы, пластических масс (чаще всего — на основе полиамидов), также широко применяются вискозно—армированная оболочки (в том числе, с дополнительно нанесенным слоем лака из поливинилиденхлорида), цельные белковые оболочки и оболочки из ткани, покрытые белком.

### Целлюлозные
Производство оболочки из гидратированной целлюлозы освоено в 1918 году в Соединенных Штатах Америки, а с 1928 года — в Германии. Изначально для изготовления сворачивался листовой целлофан, позднее был найден метод создания бесшовных оболочек, а в дальнейшем — освоено изготовление кольцевых искусственных оболочек из регенерированной целлюлозы, с целью обеспечения лёгкой очищаемости оболочки. В современном производстве для выдува рукавов такой оболочки используются специализированные экструдеры, в которых целлюлоза выдавливается через кольцевой мундштук в осадительную ванну. Колбасы в оболочке из гидратированной целлюлозы пригодны к последующему копчению и обжарке, однако такая оболочка довольно хрупкая и требует особых условий хранения изделия.

### Вискозные
Выпуск вискозно-армированных оболочек освоен в 1933 году в США. Для изготовления используется влагоупрочнённый пенковый волокнистый холст. В 1951 году на основе таких оболочек были запущены в производство первые оболочки с барьерными свойствами, благодаря нанесению на них лака из поливинилиденхлорида. Такие оболочки обладают высокой прочностью, обеспечивают проницаемость дыма и возможность обжарки, при этом довольно дорогие в производстве, а некоторые применяемые для них лаки токсичны.